# ISO 3166-2:HK
ISO 3166-2:HK — стандарт Международной организации по стандартизации, который определяет геокоды. Является подмножеством стандарта ISO 3166-2, относящимся к Гонконгу.
Стандарт охватывает территорию административного района Гонконг. Геокод состоит из: кода Alpha2 по стандарту ISO 3166-1 для Гонконга — HK. Одновременно Гонконгу присвоен геокод второго уровня — CN-91 как специальному административному району КНР. Геокод являются подмножеством кода домена верхнего уровня — HK, присвоенного Гонконгу в соответствии со стандартами ISO 3166-1.

## Геокоды Гонконга
| Название | Alpha2 | Alpha3 | цифровой | Геокод по ISO 3166-2 | Статус                             |
| -------- | ------ | ------ | -------- | -------------------- | ---------------------------------- |
| Гонконг  | HK     | HKG    | 344      | CN-91                | специальный административный район |

## Геокоды пограничных Гонконгу государств
- КНР — ISO 3166-2:CN (на севере).